# Stormblåst MMV
Stormblåst MMV (MMV в названии альбома — число 2005, записанное римскими цифрами) — альбом норвежской блэк-метал группы Dimmu Borgir, выпущенный 11 ноября 2005 года. Это переизданная версия альбома Stormblåst, выпущенного в 1996 году (в миру использует название оригинала (без римских цифр), потому что после переиздания принято считать переизданный материал достоверным). Альбом полностью перезаписывался Шагратом и Силеносом, при участии Хеллхаммера и Мустиса. В переизданном альбоме, в отличие от оригинального, присутствуют две дополнительные композиции — «Sorgens kammer — Del II» и «Avmaktslave». Инструментальная композиция «Sorgens Kammer» была исключена по причине нарушения авторских прав в отношении игры 1992 года «Agony» для семейства домашних компьютеров Amiga.
К альбому также прилагается бонусный DVD с пятью композициями, записанными во время выступления на фестивале «Ozzfest» в 2004 году.

## Список композиций
1. «Alt lys er svunnet hen» — 4:44
2. «Broderskapets ring» — 5:30
3. «Når sjelen hentes til Helvete» — 4:43
4. «Sorgens kammer — del II» — 5:51
5. «Da den Kristne satte livet til» — 3:03
6. «Stormblåst» — 6:10
7. «Dødsferd» — 5:42
8. «Antikrist» — 3:36
9. «Vinder fra en ensom grav» — 4:00
10. «Guds fortapelse — Åpenbaring av dommedag» — 4:01
11. «Avmaktslave» — 3:54

### Бонус-DVD —Live at Ozzfest
1. «Spellbound (By the Devil)» — 4:20
2. «Vredesbyrd» — 4:48
3. «Kings of the Carnival Creation» — 8:07
4. «Progenies of the Great Apocalypse» — 5:25
5. «Mourning Palace» — 5:45

## Участники записи
- Шаграт — вокал, гитара, бас-гитара
- Силенос — гитара, бас-гитара, вокал
- Мустис — клавишные
- Хеллхаммер — ударные